# G.I.ゴロー
『G.I.ゴロー』（ジーアイごろう）とは、2010年4月5日から9月20日までTBSと一部の系列局で放送されていたバラエティ番組で、稲垣吾郎（SMAP）の冠番組であった。ハイビジョン制作。

## 概要
本番組は「庶民生活の新提案」を紹介する発明投稿バラエティ番組である。2010年7月12日と2010年9月6日には1時間枠でのスペシャルが放映された。
稲垣吾郎がホストを務め大勢の芸人が脇を固めるトークバラエティ番組『Goro's Bar』・『Goro's Bar Presents マイ・フェア・レディ』の続編企画で、3部作の完結編にあたる。舞台はGoro's Barの2号店とされていたヒーリングBarから、オーナー・ゴローの家とされるゴロー男爵家に変更。また、稲垣吾郎もオーナー・ゴローからゴロー男爵と呼ばれる設定になった。
『G.I.ゴロー』のG.IはGreat Inventorの略で、「大発明家」を目指すゴロー男爵をさす。Goro Inagakiの略ではなく、G.I.ジョーとも関係ない。
『Goro's Bar Presents マイ・フェア・レディ』に引き続き、録画形式のバラエティ番組としては唯一、Twitterを活用した。画面の隅にハッシュタグ #GIGoro もしくは番組公式アカウント @GIGoro を表示することで、ダメ出しや実況・感想などのツイートを募った。視聴者から寄せられたツイートにはしばしば番組アカウントから返信が付き、ツイート内容が番組の演出・編集に反映されることも多かった。稀に山里助手が番組放映時間中に実況ツイートをすることもあった。
番組公式サイトでは、本篇の次回予告や没となった投稿を紹介する動画『井上博士研究室』や、通いのメイド（AKB48）と山里助手がPC画面に飛び出して番組内容を紹介する『公式デスクトップガジェット』。など、本篇からスピンオフした企画を配信展開して、Twitter同様、番組宣伝に活用した。
2010年9月20日に終了した。

### 内容
以下の3コーナーに大別される。
- 「深夜のゴロー男爵邸」（オープニング） - 博士の発明品と称し、すでに市販されている商品を紹介するコーナー[注 7]
  - 「男爵初体験のお忍び市場調査」 - 新発明のアイディア探しという名目でのロケ企画。2010年7月26日から8月9日まで4回にわたって秋葉原編が放映された。
- 「深夜の新提案ご進講」 - 番組公式サイトで募集するテーマに沿った視聴者からの発明投稿（G.I.ゴロー発明研究所が開発したものを含む）を助手率いるメイドたち（通称：山里チルドレン）がプレゼンするコーナー。オンエアで紹介された投稿者には勲章、その中でゴロー男爵が特に気に入った新提案には大勲章が授与される[注 8]。
  - 「深夜の麺職人」 - 日清食品とのタイアップ企画。同社から発売されているカップ麺「麺職人」[注 9]をより美味しく食べる発明投稿を、トーナメント方式でプレゼンするコーナー[注 10]
- 「深夜の発明研究所御前会議」 - 特定のテーマをお題に出演者一同で新提案を考案するフリップ大喜利的なコーナー

毎回、ゴロー男爵が、出演者の中から「ワースト・プレゼンター」を決め、レッドカードを手渡す。レッドカードを受け取った出演者は、罰ゲームとしてエンディングで投稿受付告知を読み上げるとともに、即興の一発芸を無茶振りされる。

## 出演者
※★印は『マイ・フェア・レディ』より引き続き出演。
メインキャスト
- 稲垣吾郎（SMAP、司会・ゴロー男爵）★

レギュラー
- 河本準一（次長課長、男爵家執事・河本）
- 井上聡（次長課長、G.I.ゴロー発明研究所所長・井上博士）
- 山里亮太（南海キャンディーズ、博士の助手・山里主任研究員）★
- 友近（メイド頭・友近）★
- しずちゃん（南海キャンディーズ、メイド・静代さん）★
- 箕輪はるか（ハリセンボン、メイド・はるか）★
- 近藤春菜（ハリセンボン、メイド・春菜）★
- 大島美幸（森三中、メイド・大島さん）★
- 木下優樹菜（メイド・ユッキーナ）★

準レギュラー（第2回から）
- AKB48[注 12][注 13]
  - 秋元才加（非常勤: 通いのメイド・さやか）
  - 宮澤佐江（非常勤: 通いのメイド・さえ）
  - 柏木由紀（非常勤: 通いのメイド・ゆきりん）
  - 高城亜樹（非常勤: 通いのメイド・あきちゃ）
  - 倉持明日香（非常勤: 通いのメイド・もっちぃ）
  - 篠田麻里子（非常勤: 通いのメイド・まりこさん）
  - 河西智美（非常勤: 通いのメイド・とも〜み）
  - 渡辺麻友（非常勤: 通いのメイド・まゆゆ）
  - 北原里英（非常勤: 通いのメイド・きたりえ）
  - 佐藤亜美菜（非常勤: 通いのメイド・あみな）
  - 増田有華（非常勤: 通いのメイド・ゆったん）
  - 峯岸みなみ（非常勤: 通いのメイド・みぃちゃん）
  - 平嶋夏海  (非常勤: 通いのメイド・なっちゃん)
  - 小森美果(非常勤: 通いのメイド・こもりん)

## スタッフ
- 構成：都築浩、鈴木おさむ／若尾守重、柳しゅうへい、武田郁之輔、美濃部達宏、藤谷弥生、西村耕平、池上奈々
- TM：丹野至之
- TD：南賢治
- VE：後藤静香
- VTR：沖田祐貴
- カメラ：柳田智明、福田俊夫、水崎雄太、中里子、川井由紀男、有田寛
- CA：廣岡達之、竹内郁、島田二三恵
- 音声：田村真紀、樋口晋作、天野智帆、藤井忍、伊藤翔一
- 照明：鈴木英敬、高橋章、床井弘一、佐川司、浅子雅大
- 編集：寺内太郎、川田英明
- MA：新田領
- 音響効果：岡本智宏、竹田周二、岡安智美
- 美術プロデューサー：西條貴子
- 美術デザイナー：中川日向子
- 美術制作：大木章子
- タイトルロゴ：高橋和紀
- 装置：相良比佐夫、嘉手苅賢
- 装飾：後藤千鶴、横田奈美子
- 電飾：井上雄平、石井誠吾
- 植木装飾：小貫篤史
- 衣裳：渥美智恵
- メイク：アートメイク・トキ
- 持道具：貞中照美
- インターネット：次郎丸俊紀、山本倫子、原由香里、大泉絵里子、栗山英士、畠田忠明
- イラスト：インナミリサ
- フードコーディネーター：前田かおり
- 勲章製作：木戸しのぶ
- 編成：高橋正尚
- TK：常藤道子
- AD（G.I.ゴロー発明研究所 研究員）：小野寺智、丸尾奈緒美、近藤翔太、石井宏孝、渡辺晴香
- ディレクター：原田薫、成田雅仁、安元秀幸、松浦健太郎、梶浦裕人、伊藤大輔、鈴木あゆみ
- アシスタントプロデューサー：久松理絵、藤村卓也
- 演出・プロデューサー：や田貝義行
- 総合演出・プロデューサー：古谷英一
- チーフプロデューサー：小谷和彦
- 技術協力：東通、ティエルシー、TAMCO
- 企画協力：ジャニーズ事務所
- 制作協力：ボトム
- 製作著作：TBS

## ネット局と放送時間
| 放送対象地域   | 放送局             | 系列    | 放送日時                           | 放送開始日      | 遅れ日数   |
| -------------- | ------------------ | ------- | ---------------------------------- | --------------- | ---------- |
| 関東広域圏     | TBSテレビ          | TBS系列 | 月曜 23時50分 - 翌0時20分          | 2010年4月5日 -  | 制作局     |
| 北海道         | 北海道放送         | TBS系列 | 月曜 23時50分 - 翌0時20分          | 2010年4月5日 -  | 同時ネット |
| 山形県         | テレビユー山形     | TBS系列 | 月曜 23時50分 - 翌0時20分          | 2010年4月5日 -  | 同時ネット |
| 福島県         | テレビユー福島     | TBS系列 | 月曜 23時50分 - 翌0時20分          | 2010年4月5日 -  | 同時ネット |
| 長野県         | 信越放送           | TBS系列 | 月曜 23時50分 - 翌0時20分          | 2010年4月5日 -  | 同時ネット |
| 静岡県         | 静岡放送           | TBS系列 | 月曜 23時50分 - 翌0時20分          | 2010年4月5日 -  | 同時ネット |
| 中京広域圏     | 中部日本放送       | TBS系列 | 月曜 23時50分 - 翌0時20分          | 2010年4月5日 -  | 同時ネット |
| 岡山県・香川県 | 山陽放送           | TBS系列 | 月曜 23時50分 - 翌0時20分          | 2010年4月5日 -  | 同時ネット |
| 高知県         | テレビ高知         | TBS系列 | 月曜 23時50分 - 翌0時20分          | 2010年4月5日 -  | 同時ネット |
| 福岡県         | RKB毎日放送        | TBS系列 | 月曜 23時50分 - 翌0時20分          | 2010年4月5日 -  | 同時ネット |
| 長崎県         | 長崎放送           | TBS系列 | 月曜 23時50分 - 翌0時20分          | 2010年4月5日 -  | 同時ネット |
| 沖縄県         | 琉球放送           | TBS系列 | 月曜 23時50分 - 翌0時20分          | 2010年4月5日 -  | 同時ネット |
| 愛媛県         | あいテレビ         | TBS系列 | 月曜 23時50分 - 翌0時20分          | 2010年4月19日 - | 14日遅れ   |
| 山梨県         | テレビ山梨         | TBS系列 | 火曜 0時30分 - 1時00分（月曜深夜） | 2010年4月20日 - | 14日遅れ   |
| 宮崎県         | 宮崎放送           | TBS系列 | 水曜 0時55分 - 1時25分（火曜深夜） | 2010年4月21日 - | 15日遅れ   |
| 広島県         | 中国放送           | TBS系列 | 金曜 0時50分 - 1時20分（木曜深夜） | 2010年4月23日 - | 17日遅れ   |
| 富山県         | チューリップテレビ | TBS系列 | 火曜 0時05分 - 0時40分（月曜深夜） | 2010年4月27日 - | 21日遅れ   |

## 備考
- 本番組放送中、司会の稲垣は月曜日2本の番組に出演していた（夜：SMAP×SMAP、深夜：G.I.ゴロー）。
- メイド頭役の友近は同日午前枠の『はなまるマーケット』にも出演しており、非常勤メイド役の柏木は同日昼枠の『ひるおび!』にも出演していた。
- 前々番組の『Goro's Bar』に出演し、2008年5月に逝去した川田亜子（出演当時はTBSアナウンサー）は従業員として最終回のエンドロールで名前が記されている。